# Natale senza Rodney
Natale senza Rodney (Christmas Without Rodney) è un racconto fantascientifico scritto da Isaac Asimov. È stato pubblicato per la prima volta nel 1988 sulla rivista Isaac Asimov's Science Fiction Magazine, e successivamente in Visioni di robot.

## Trama
La vicenda è narrata in prima persona dal protagonista, Howard. Howard e Gracie sono due anziani coniugi che possiedono un robot positronico di più di 70 anni chiamato Rodney. Si avvicina il Natale, e Gracie, vedendo ormai in questo un essere umano, decide che dovrà prendersi anche lui un periodo di ferie. Howard è inizialmente contrario a questo, ma deve cedere sotto le insistenze della moglie. Come ogni anno poi, in quel periodo vengono a trovarli il figlio DeLancey con la sua famiglia composta dalla moglie Hortense e dal figlio LeRoy (entrambi odiatissimi da Howard). Per supplire alla mancanza di Rodney, questi porteranno il loro robot personale, Rambo, in modo che ci sia qualcuno che faccia le faccende di casa.
Il conflitto inizia subito fra il suocero e la nuora, aiutata dal figlio, e fra continue frecciatine e insulti a Rodney (considerato troppo vecchio dai due), si arriva alla Vigilia di Natale. In questa data infatti LeRoy, viziato com'è, pretende di sapere dove siano i suoi regali da Rambo, ma questo gli risponde che non lo sapeva e quindi il ragazzino è costretto a chiederlo proprio al vecchio robot dei nonni. Ma Rodney risponde che non volendo dare un dispiacere a Gracie e Howard, non poteva dirglielo, così LeRoy si arrabbia e allora gli ordina di dirgli dove erano i suoi doni, dandogli anche un calcio. Ma facendo questo gesto, gli scivola via la pantofola dal piede, e si rompe il nudo alluce contro lo stinco d'acciaio cromato dell'automa.
Intanto Howard aveva assistito a tutta la scena, e spiega a Hortense, corsa subito in aiuto del figlio, che in realtà non era stato il robot ad aggredirlo (come LeRoy voleva farle credere), ma il contrario. L'indomani DeLancey con la famiglia, lascia la casa dei genitori, e finalmente Rodney può sfogarsi con il suo padrone dicendogli una frase che gli fa venire i brividi:
Howard a quel punto inizia a temere che il robot possa non solo desiderare l'inesistenza delle leggi, ma anche comportarsi come se esse non ci fossero. D'altra parte, se Howard contattasse la ditta costruttrice per far distruggere Rodney, arrecherebbe un dispiacere alla moglie Gracie (e una soddisfazione all'odiata nuora Hortense, che voleva che il robot fosse distrutto). Il racconto si conclude quindi con un dilemma del protagonista e una sua domanda che rimane senza risposta: "come devo comportarmi?"